# Казейрус
Казейрус (порт. Caseiros)  —  муниципалитет в Бразилии, входит в штат Риу-Гранди-ду-Сул. Составная часть мезорегиона Северо-запад штата Риу-Гранди-ду-Сул. Входит в экономико-статистический  микрорегион Пасу-Фунду. Население составляет 2885 человек на 2006 год. Занимает площадь 235,679 км². Плотность населения — 12,2 чел./км².

## История
Город основан 5 сентября 1988 года. 

## Статистика
- Валовой внутренний продукт на 2003 составляет 29.175.152,00 реалов (данные: Бразильский институт географии и статистики).
- Валовой внутренний продукт на душу населения на 2003 составляет 10.151,41 реалов (данные: Бразильский институт географии и статистики).
- Индекс развития человеческого потенциала на 2000 составляет 0,750 (данные: Программа развития ООН).